# 回転磁界
回転磁界または回転磁場とは、S極とN極の対が中点もしくはある軸を中心に回転しているかのように極性が変化する磁界をいう。理想的には、極性は一定の回転速度で回転する。交流電動機の動作の鍵となる原理である。
回転磁界は誘導電動機や発電機などの電気機械装置に広く応用される。他方、誘導電圧調整器 などの純粋に電気的な応用もある。

## 説明
対称回転磁界は二つのコイルがあれば、それらに90度位相がずれた交流電流を流すことで発生させることができる。しかし、ほとんど全ての場合で、三相交流を利用するために三つのステータコイルが用いられている。三つのコイルのそれぞれには互いに120度位相のずれた交流電流が流される。ここでは簡単のため、磁界はコイルに流れる電流の線形関数であると近似する。

三つのステータコイルに正弦波電流を流すと、回転軸に垂直な三つの正弦波磁界が発生する。この三つの磁界を一つに合成すると回転磁界となる。

黒い矢印が三相回転磁界。

120度位相のずれた正弦波を一つに合成すると、大きさの一定で向きが回転するベクトルを得る。 ロータは一定の磁界を持つため、ロータのN極はステータのつくる磁界のS極に引き付けられて動き、また逆も同様である。 この磁気機械的引力によりロータを回転磁界に同期して回転させる力が発生する。

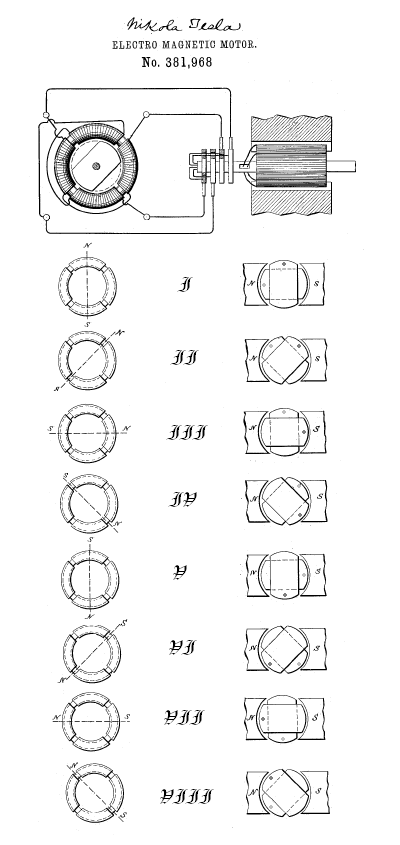
U.S. Patent 381968: Mode and plan of operating electric motors by progressive shifting; Field Magnet; Armature; Electrical conversion; Economical; Transmission of energy; Simple construction; Easier construction; Rotating magnetic field principles.

このような磁界の中に置かれた永久磁石は外場と向きを一致させるように回転する。この効果が初期の交流電動機に応用された。 回転磁界は二つの直角に配置されたコイルに90度位相のずれた交流電流を流すことによって発生させることもできる。しかし、実用的にはそのような構成では三本の導線に不均等な電流が流れることになり、導体サイズの標準化に深刻な問題を引き起こす。この問題を解決するため、三本の導線に120度ずつ位相をずらした均等な電流を流すことができる三相構成が用いられる。この構成では、三つの同じコイルが幾何的に120度の角度をなして並べられ、回転磁界を発生させる。この三相構成により電動機に用いられる回転磁界を容易に発生させることができることが、送電システムにおいて三相交流が支配的であることの理由の一つとなっている。
回転磁界は誘導電動機にも用いられる。 永久磁石には経年劣化の問題があるため、誘導電動機にはロータとして電気的にショートしたコイルが用いられ、これが複数のステータコイルの作る回転磁界に追随して回転する。この回転磁界中におかれたロータには渦電流が生じ、この電流に働くローレンツ力によりロータが回転する。この形式の電動機では、ロータに渦電流が生じるためには「滑り」を必要とするので、ロータの回転は回転磁界とは同期しないことが多い。

## 歴史
回転磁界の発見は一般に、イタリア人物理学者兼電気技術者であるガリレオ・フェラリス及びセルビア系アメリカ人発明家兼電気技術者であるニコラ・テスラの二人に帰せられる。 テスラは彼の自伝において1882年に構想を得たとしており、フェラリスは1885年に構想の研究について書き記しており、実動モデルも作ったとしているが、双方の主張とも第三者による裏付けはない。1888年、 テスラは彼の設計で米国特許(U.S. Patent 0,381,968)を取得しており、フェラリスは研究成果は Royal Academy of Sciences in Turin に論文として投稿している。

## 関連
- ダイナモ理論
- ハルバッハ配列：時間的にではなく、空間的に回転する磁場を生じる配列。
- テスラのコロンブスの卵（英語版）
- マグネチックスターラー
- 隈取磁極型誘導電動機
- かご形三相誘導電動機
- 同期電動機
- モータおよびエンジン技術の歴史（英語版）
- 電流戦争

## 関連文献
- C Mackechnie Jarvis (1970). "Nikola Tesla and the induction motor". Phys Educ 5: 280–7. doi:10.1088/0031-9120/5/5/306.
- Owen, E.L. (October 1988). "The induction motor's historical past". IEEE Potentials 7 (3): 27–30. doi:10.1109/45.9969.
- Beckhard, Arthur J., "Electrical genius Nikola Tesla".  New York, Messner,  1959. LCCN 59007009 /L/AC/r85 (ed. 192 p.; 22 cm.; biography with notes on the inventions of the rotating magnetic field motors for alternating current.)
- Kline, R. (1987). "Science and Engineering Theory in the Invention and Development of the Induction Motor, 1880–1900". Technology and Culture.
- Cēbers, A. (December 13, 2002). "Dynamics of an elongated magnetic droplet in a rotating field". Phys. Rev. E 66 (6): 061402. doi:10.1103/PhysRevE.66.061402.
- Cēbers, A., and I. Javaitis (2004). "Dynamics of a flexible magnetic chain in a rotating magnetic field". Phys. Rev. E 69: 021404. doi:10.1103/PhysRevE.69.021404.
- Cēbers, A., and M. Ozols (2006). "Dynamics of an active magnetic particle in a rotating magnetic field". Phys. Rev. E 73: 021505. doi:10.1103/PhysRevE.73.021505.
- Tao Song et al. (June 2004). "Rotating permanent magnetic fields exposure system for in vitro study". IEEE Transactions on Applied Superconductivity 14 (2): 1643–6. doi:10.1109/TASC.2004.831024.
- Labzovskii, L.N., A.O. Mitrushchenkov, and A.I. Frenkel, "Parity Nonconserving Current in Conductors of Electricity". 6 July 1987. (ed., Shows that the continuous current arises under the influence of the rotating magnetic field.)
- Naval Electrical Engineering Training Series, Module 05 - Introduction to Generators and Motors, Chapter 4 Alternating Current Motors, Rotating magnetic fields (ed. different copy of the NEETS book is available, Add-free version)
- Rotating Magnetic Field, eng.ox.ac.uk
- Tesla's Autobiography, III. My Later Endeavors; The Discovery of the Rotating Magnetic Field
- Nikola Tesla and the electro-magnetic motor, Inventor of the Week Archive.
- Galileo Ferraris: the rotating magnetic field
- Single Phase Induction Motors
- H.Y. Guo, A.L. Hoffman, D. Lotz, S.J. Tobin, W.A. Reass, L.S. Schrank and G.A. Wurden, The Rotating Magnetic Field Oscillator System for Current Drive in the Translation, Confinement and Sustainment Experiment, March 22, 2001.
- Putko, V. F., and  V. S. Sobolev, Effect of a rotating magnetic field on the characteristics of a direct-current plasma generator.

## 関連特許
- U.S. Patent 0,381,968, Tesla, "Electromagnetic motor".
- U.S. Patent 3,935,503, Ress, "Particle accelerator".